# Pteroclava
Pteroclava is een geslacht van neteldieren uit de  familie van de Asyncorynidae.

## Soorten
- Pteroclava crassa (Pictet, 1893)
- Pteroclava krempfi (Billard, 1919)